# يوشيتوكي شيما
يوشيتوكي شيما (باليابانية: 大今 良時) (ولدت في 15 مارس 1989) هي فنانة مانجا وكاتبة يابانية، اشتهرت بالعملين صوت صامت وإلى أبدك.

## الحياة
ولدت شيما في 15 مارس 1989 في أوغاكي باليابان وهي الابنة الثالثة لأم مترجمة للغة الإشارة ولديها أخت وأخ أكبر. بسبب عمل والدتها كمترجمة للغة الإشارة، استلهمت شيما كتابة سلسلة المانغا صوت صامت حيث حصلت على مساعدة من والدتها وأختها بالعمل على المسلسل.